# Guido I, senhor de Châtillon

Brasão com as Armas da Casa de Châtillon.

Guido I de Châtillon (1020 - 1076) foi um nobre francês e Senhor de Chatillon-sur-Marne.

## Relações familiares
Foi filho de Miles de Châtillon (982 - 1044), Senhor de Chatillon-sur-Marne e casado com Ermengarde de Choisy, de quem teve:
1. Gaucher I de Châtillon (Marne, Champanhe, França c. 1050 — Palestina, 1096). Foi Senhor de Châtillon.